# Süleyman Soylu
Süleyman Soylu (ur. 21 listopada 1969 w Stambule) – turecki polityk i przedsiębiorca, przewodniczący Partii Demokratycznej w latach 2008–2009, deputowany, minister pracy i zabezpieczenia społecznego (2015–2016) oraz minister spraw wewnętrznych (2016–2023).

## Życiorys
Ukończył studia z zakresu zarządzania przedsiębiorstwem na Uniwersytecie Stambulskim. W 1994 zajął się prowadzeniem rodzinnego przedsiębiorstwa z branży ubezpieczeniowej. Zaangażował się w działalność polityczną w ramach Partii Słusznej Drogi (DYP), pełnił różne funkcje w strukturze jej organizacji młodzieżowej, a od 1999 stał na czele struktur swojego ugrupowania w prowincji Stambuł. W styczniu 2008 został przewodniczącym powstałej głównie na bazie DYP Partii Demokratycznej, którą kierował do maja 2009. W 2012 na zaproszenie Recepa Tayyipa Erdoğana dołączył do Partii Sprawiedliwości i Rozwoju (AKP). Süleyman Soylu wszedł w skład władz centralnych tej partii, powołano go na jej wiceprzewodniczącego. Z ramienia AKP w wyborach w czerwcu 2015, listopadzie 2015, 2018 i 2023 uzyskiwał mandat posła do Wielkiego Zgromadzenia Narodowego Turcji.
W listopadzie 2015 objął urząd ministra pracy i zabezpieczenia społecznego. We wrześniu 2016 został zaprzysiężony na urząd ministra spraw wewnętrznych. W trakcie jego urzędowania doszło do licznych aresztowań działaczy prokurdyjskiej Ludowej Partii Demokratycznej (HDP); sam minister opowiedział się także za jej delegalizacją. W 2019 jego ministerstwo doprowadziło też do usunięcia z urzędów burmistrzów związanych z HDP, zarzucając im powiązania z Partią Pracujących Kurdystanu.
Wieczorem 10 kwietnia 2020 w trakcie pandemii COVID-19 Süleyman Soylu ogłosił dwudniową godzinę policyjną w 31 prowincjach, poczynając od następnego dnia. Doprowadziło to wśród ich mieszkańców do paniki zakupowej. 12 kwietnia minister podał się do dymisji, która tego samego dnia została odrzucona przez prezydenta Recepa Tayyipa Erdoğana. Urząd ministra sprawował do czerwca 2023.